# Ymeria Stadion
Het Ymeriastadion is een voetbalstadion gelegen in Wijgmaal en maakt deel uit van het Ymeria Complex. Het stadion bestaat uit een zit- en staantribune. De ploeg die gebruik maakt van het stadion is Olympia Wijgmaal. Het veld bestaat uit kunstgras dat er sinds 2013 ligt, ook in dat jaar werd er verlichting geplaatst naast het kunstgrasveld.

## Geschiedenis
In 1938 werd het Cultureel centrum "Den Ba'' dat in 1888 gebouwd werd afgebroken om een Sportcomplex te bouwen. Een jaar later (in 1939) was de bouw van het Ymeria Sportcomplex afgerond.

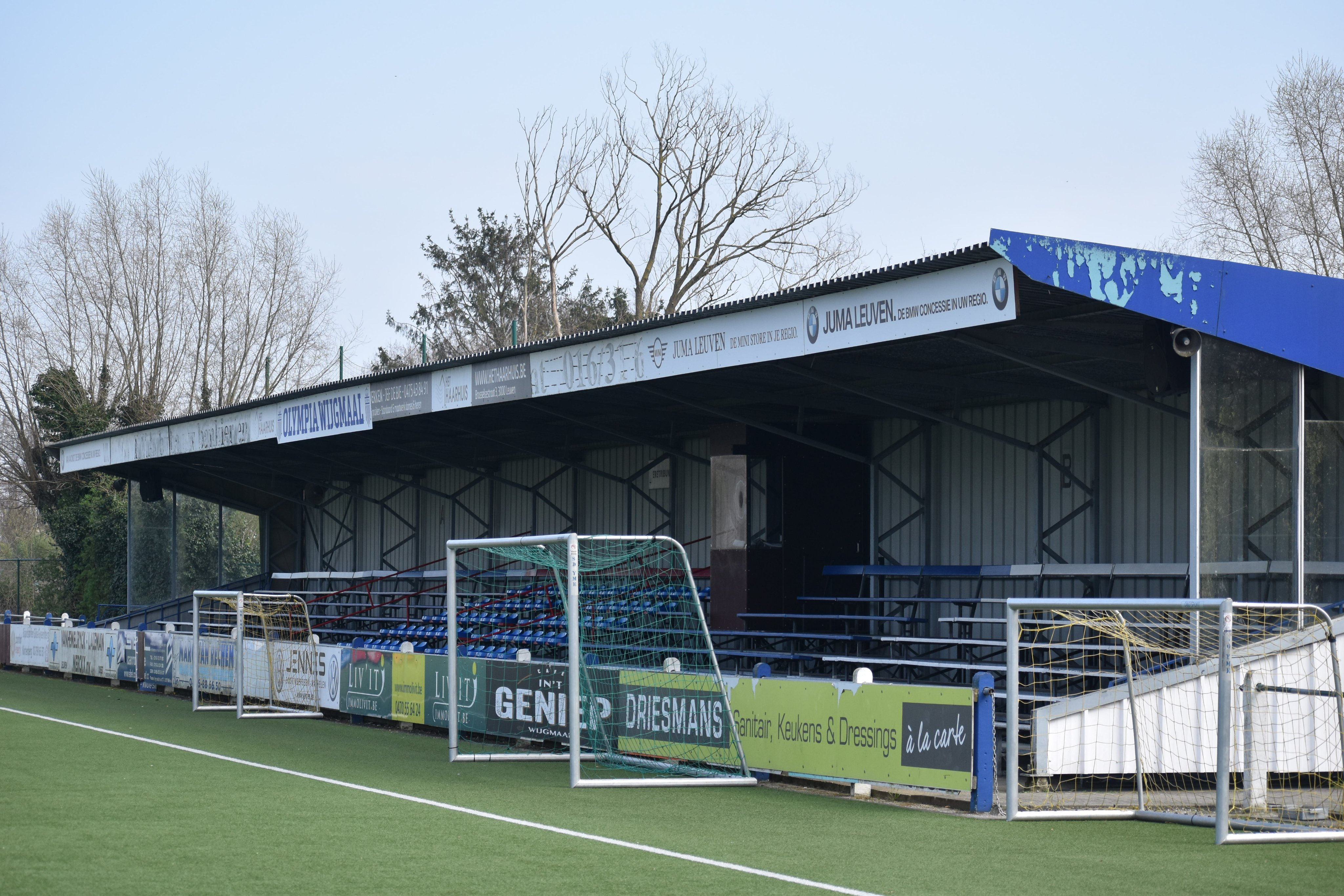
De tribune met zitplanken in maart 2020.

## Olympia Wijgmaal
De club Olympia SC Wijgmaal die in 1939 al 13 jaar bestond maakte direct gebruik van het hoofdterrein van het Ymeria-complex. Momenteel komt de A-ploeg van Olympia Wijgmaal uit in de 2e Amateurliga van België. Het terrein waar de ploeg op speelt wordt het Ymeriastadion genoemd.

## Ymeria complex
Het Ymeria Sportcomplex is een complex dat bestaat uit 3 kunstgrasvelden, 2 mini-voetbalvelden en een sporthal waar de volleybalclub Berg-Op Wijgmaal speelt. Het hoofdterrein dat het Ymeriastadion wordt genoemd bestaat uit een tribune met zitplanken en enkele erezitplaatsen en een blauw gekleurde staantribune aan de overkant van de zittribune. De clubkleuren blauw-wit zijn duidelijk aanwezig in het stadion. Ook beschikt het Ymeriastadion over een kantine genaamd "Chalet Olympia Wijgmaal".

## Evenementen

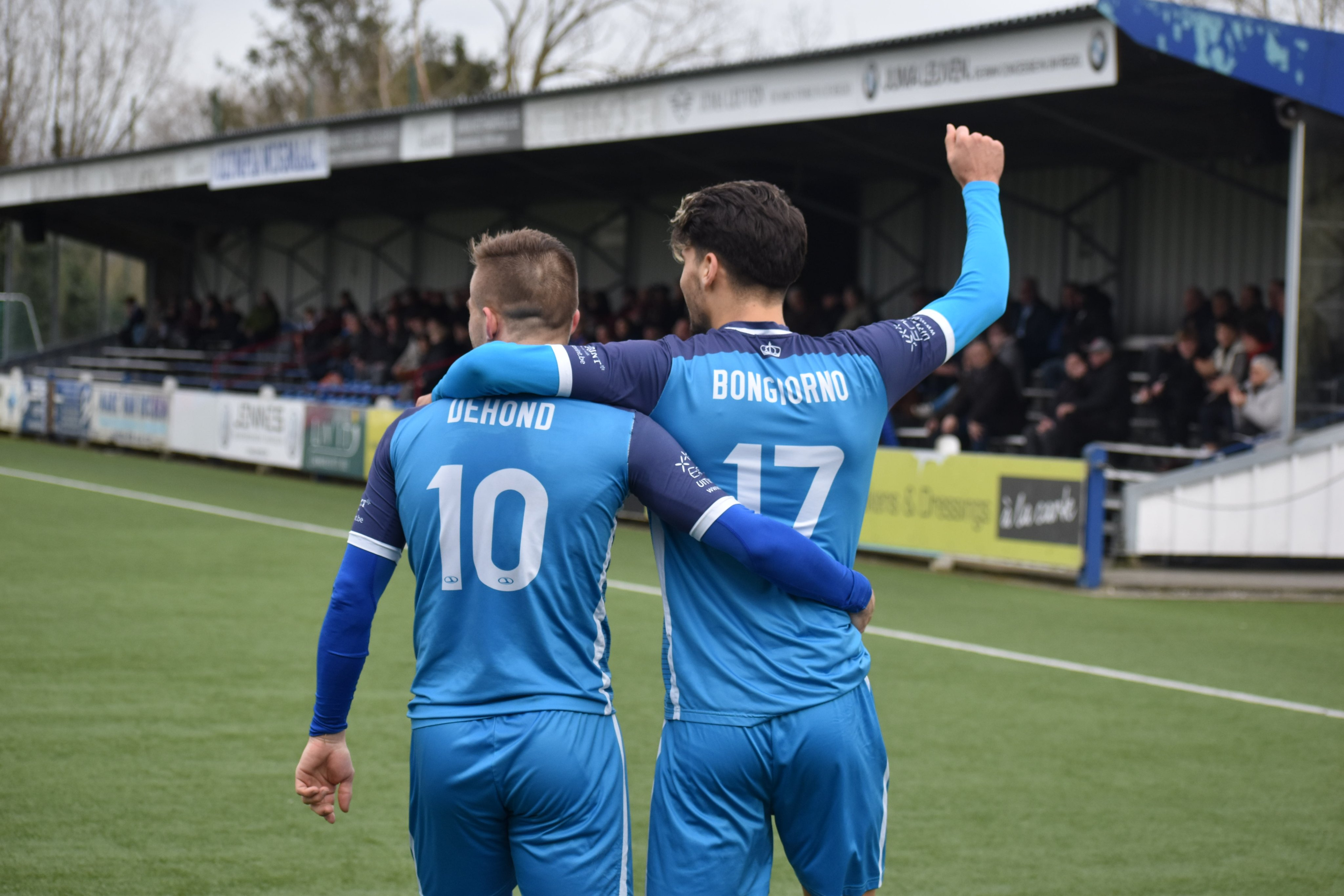
Joren Dehond en Alessandro Bongiorno vieren een doelpunt tijdens een wedstrijd tegen KVV Vosselaar. In de achtergrond is de tribune gevuld met supporters zichtbaar.

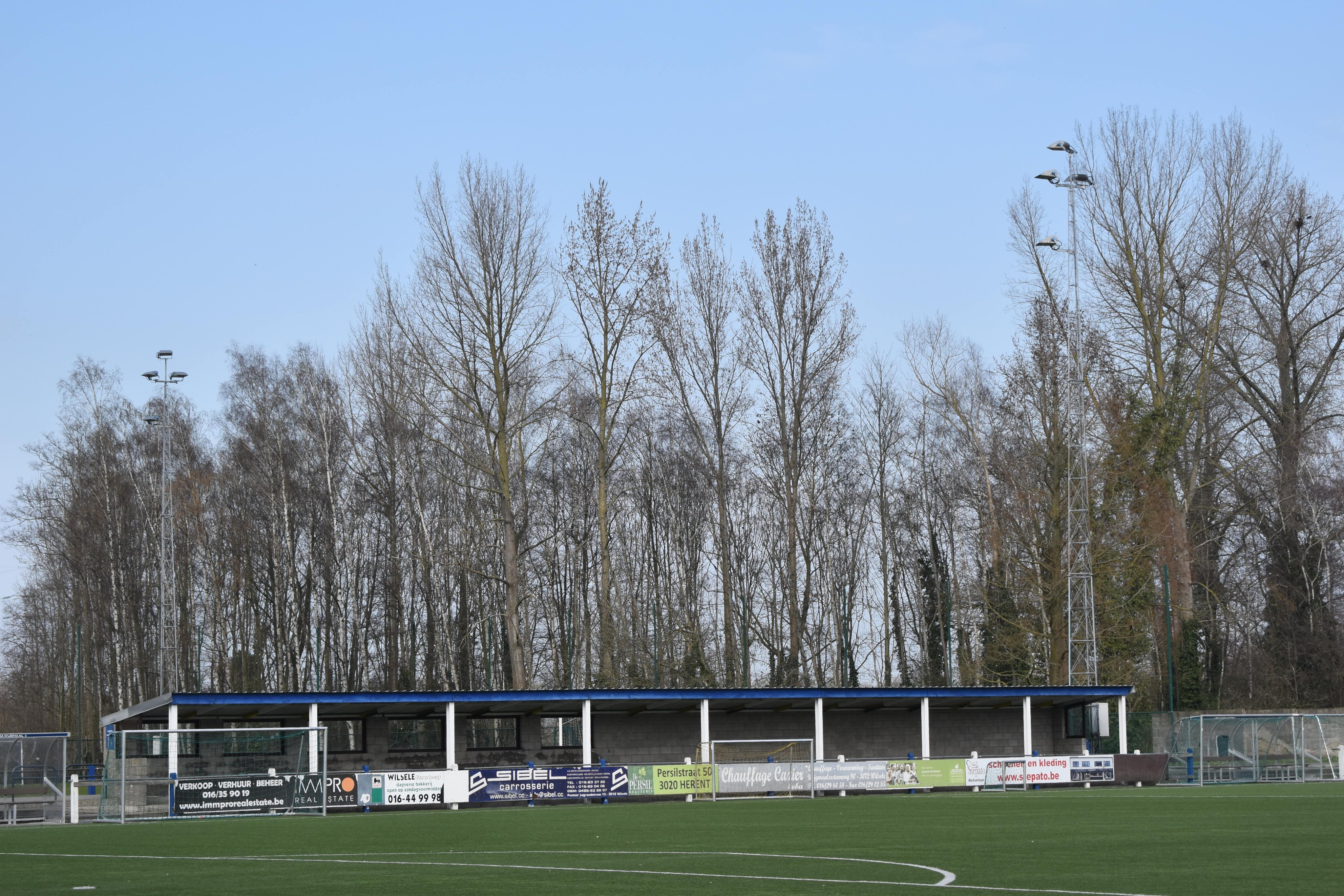
Het afdak voor de supporters in maart 2020.

Evenementen die plaatsvinden in het Ymeriastadion zijn:
- De Fleur Beyen Cup, een meisjesvoetbaltornooi ter ere van de overleden Fleur Beyen.
- De Future Cup, een jeugdvoetbaltornooi voor U12- en U13-ploegen.

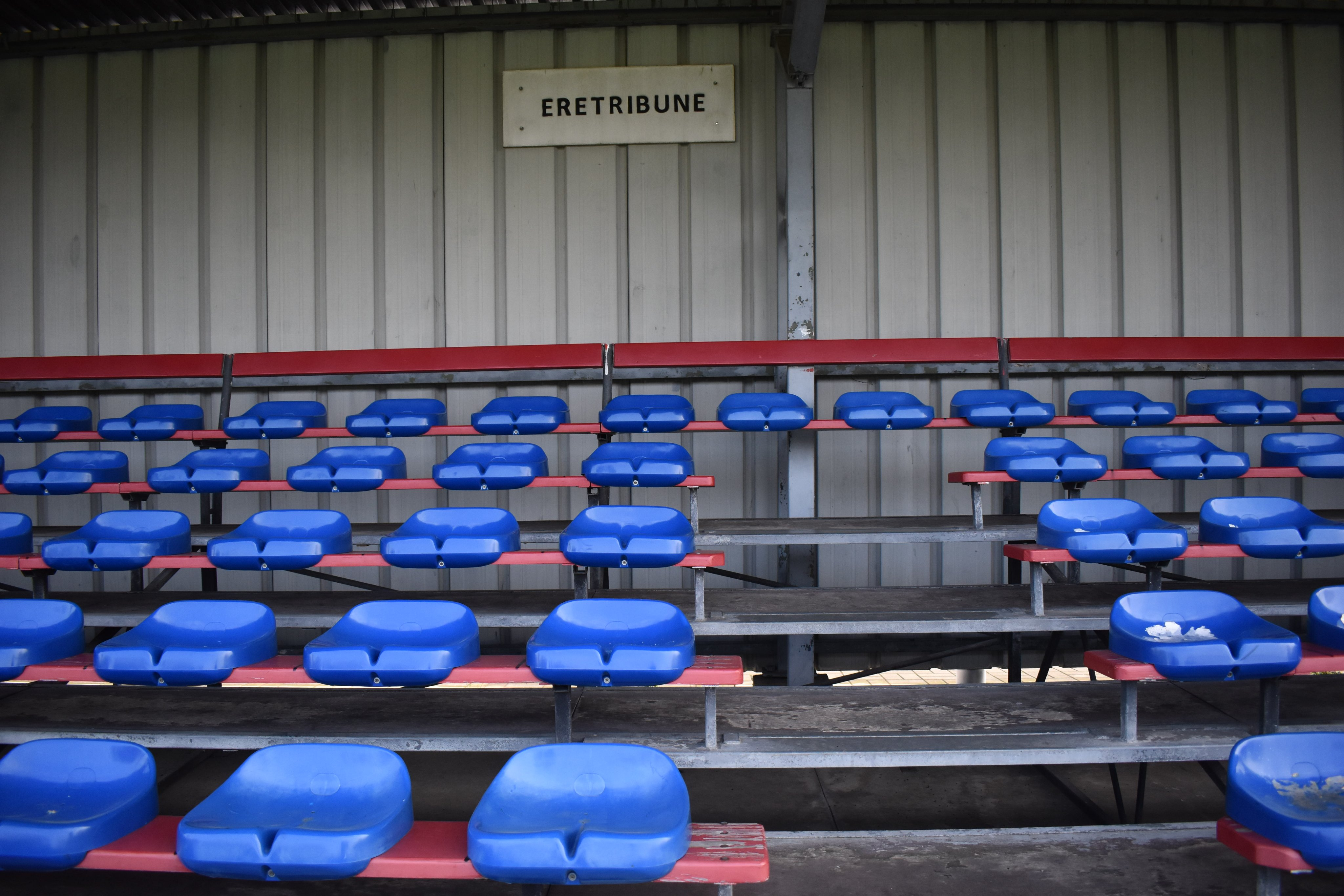
De eretribune met erezitplaatsen in maart 2020.